# Herndon (Pennsylvania)
Herndon è un comune (borough) degli Stati Uniti d'America, situato nello stato della Pennsylvania, nella contea di Northumberland.